# Estadio de Ministro Brin y Sengüel
El Estadio Boca Juniors, conocido popularmente como Ministro Brin y Sengüel, fue un recinto deportivo propiedad del club homónimo, ubicado en la ciudad de Buenos Aires, Argentina. Se situaba en la intersección de las calles Ministro Brin y Sengüel (hoy avenida Benito Pérez Galdós), en el barrio de La Boca. 
Fue inaugurado el 25 de mayo de 1916 en un partido de fútbol entre Boca Juniors y Gimnasia y Esgrima de Buenos Aires, que terminó en empate 2 a 2. Sin un nombre propio, el recinto es conocido popularmente por la intersección de sus calles adyacentes. El predio también estaba comprendido por el cruce de las calles Gaboto y Tunuyán (hoy Juan Manuel Blanes). 
Fue el quinto campo de juego del club en su historia. Marcó el regreso de la institución al barrio que lo vio nacer, luego de una mudanza a la localidad de Wilde, Provincia de Buenos Aires, entre 1914 y 1915. Fue cerrado el 15 de junio de 1924, luego de un partido entre Boca Juniors y Sportivo Barracas que terminó en victoria del local por 3 a 1. Tras su demolición, se mudó a Brandsen y Del Crucero, precursor de la actual Bombonera.

## Historia
Fue inaugurado el 25 de mayo de 1916, durante la gestión como presidente del club de Emilio Meincke, en un partido amistoso ante Gimnasia y Esgrima (Buenos Aires). El partido terminaría en empate 2-2.
El único superclásico contra River jugado en este estadio fue empate 0-0, el 27 de julio de 1919. Luego el partido fue anulado por la división que se produjo en la Asociación del fútbol Argentino.
El último partido que disputó Boca Juniors en este estadio fue el 15 de junio de 1924 en la victoria 3-1 ante Club Sportivo Barracas por el campeonato de 1924, que Boca ganó.
Durante la estadía de Boca Juniors en este estadio logró salir campeón de: 4 Campeonatos Nacionales (1919, 1920, 1923, 1924), 2 Copa Dr. Carlos Ibarguren (1919, 1923), 1 Copa de Competencia Jockey Club, 1 Cup Tie Competition y 1 Copa de Honor Cousenier.